# Leptopogon
Leptopogon – rodzaj ptaków z podrodziny muchotyraników (Pipromorphinae) w rodzinie muchotyranikowatych (Pipromorphidae).

## Zasięg występowania
Rodzaj obejmuje gatunki występujące w południowym Meksyku, Ameryce Centralnej i Południowej.

## Morfologia
Długość ciała 12–14 cm; masa ciała 9,5–14,8 g.

## Systematyka

### Etymologia
Leptopogon: λεπτος leptos „delikatny, szczupły”; πωγων pogon, πωγωνος pogonos „broda”.

### Podział systematyczny
Do rodzaju należą następujące gatunki:
- Leptopogon rufipectus (Lafresnaye, 1846) – muchotyranik rdzawogardły
- Leptopogon taczanowskii Hellmayr, 1917 – muchotyranik inkaski
- Leptopogon amaurocephalus von Tschudi, 1844 – muchotyranik brązowogłowy
- Leptopogon superciliaris von Tschudi, 1844 – muchotyranik andyjski